# Normaltyp
Der Normaltyp ist ein soziologischer Fachbegriff zur Klassifikation sozialer Phänomene. Das Konzept des Normaltyps oder Normalbegriffs geht auf Ferdinand Tönnies zurück, der dafür gelegentlich auch die Bezeichnung ideeller Typ benutzte. Der Normaltyp von Tönnies ist ein Vorläufer des Idealtypus von Max Weber.
Tönnies trennt scharf zwischen dem Reich der Begriffe, zu dem der Normaltyp gehört, und dem Reich der Wirklichkeit, in dem sozial gehandelt wird. Im Ersten geht die Reine Soziologie axiomatisch und deduktiv vor, um Begriffe zu bilden, im Zweiten erklärt die Angewandte Soziologie mit den aus dem Ersten übernommenen Begriffen die Wirklichkeit. Nach Tönnies kann die Wirklichkeit nicht ohne Begriffe aus dem Reich der Begriffe erklärt werden, denn sonst müsse man ein Untersuchungsobjekt durch einen Begriff erläutern, der dieses Untersuchungsobjekt selbst bereits enthielte. Das käme jedoch einer Petitio Principii nahe und wäre daher problematisch.
Im Gegensatz zu Tönnies’ Normaltyp ist die Begriffsbildung bei Max Weber mittels Idealtypen nicht völlig in einem Reich der Begriffe angesiedelt: Idealtypen bildet man vielmehr durch akzentuierende Hervorhebung wichtiger Züge der Wirklichkeit und Abstraktion. Heute spricht man statt von der Bildung von Normalbegriffen in zahlreichen Bereichen eher von Modellbildung.